# Campeonato Mundial de Atletismo de 2007 - Salto triplo masculino
O salto triplo masculino no Campeonato Mundial de Atletismo de 2007 foi realizada no Estádio Nagai, em Osaka, no Japão, entre os dias 25 a 27 de agosto de 2007.

## Recordes
Antes desta competição, os recordes mundiais e do campeonato nesta prova eram os seguintes:
| Tipo                  | Atleta           | Distância | Local      | Data                |
| --------------------- | ---------------- | --------- | ---------- | ------------------- |
|                       | Jonathan Edwards | 18,29     | Gotemburgo | 7 de agosto de 1995 |
| Recorde do campeonato | Jonathan Edwards | 18,29     | Gotemburgo | 7 de agosto de 1995 |

## Medalhistas
| Ouro               | Prata                | Bronze             |
| Nelson Évora (POR) | Jadel Gregório (BRA) | Walter Davis (USA) |

## Calendário
Todos os horários estão no horário local (UTC+9)
| Data         | Horário | Fase         |
| ------------ | ------- | ------------ |
| 25 de agosto | 20:30   | Qualificação |
| 27 de agosto | 20:30   | Final        |

## Resultados

### Qualificação
Qualificação: 17,10 m (Q) ou as 12 melhores performances (q).
Grupo A
| Pos. | Atleta                 | Nacionalidade  | 1     | 2     | 3     | Marca | Notas                |
| ---- | ---------------------- | -------------- | ----- | ----- | ----- | ----- | -------------------- |
| 1    | Nelson Évora           | Portugal       | 17.07 | 17.22 |       | 17.22 | Q                    |
| 2    | Jadel Gregório         | Brasil         | 16.84 | 17.10 |       | 17.10 | Q                    |
| 3    | Walter Davis           | Estados Unidos | 17.10 |       |       | 17.10 | Q                    |
| 4    | Aleksandr Petrenko     | Rússia         | 17.05 | 16.64 | x     | 17.05 | q                    |
| 5    | Osniel Tosca           | Cuba           | x     | 16.74 | x     | 16.74 | q                    |
| 6    | Alexander Martínez     | Suíça          | 16.70 | 16.71 | 16.44 | 16.71 | q                    |
| 7    | Zhong Minwei           | China          | 16.31 | 16.35 | 16.69 | 16.69 | q                    |
| 8    | Dmitrij Valukevic      | Eslováquia     | 16.65 | x     | 16.61 | 16.65 |                      |
| 9    | Li Yanxi               | China          | 16.50 | x     | 16.57 | 16.57 |                      |
| 10   | Vyktor Yastrebov       | Ucrânia        | 16.39 | 16.57 | 16.40 | 16.57 |                      |
| 11   | Julien Kapek           | França         | 15.50 | 16.44 | 16.55 | 16.55 |                      |
| 12   | Anders Møller          | Dinamarca      | 16.39 | x     | 13.90 | 16.39 | Recorde da temporada |
| 13   | Renjith Maheshwary     | Índia          | 16.33 | 16.37 | 16.38 | 16.38 |                      |
| 14   | Konstadinos Zalaggitis | Grécia         | 16.03 | 16.26 | x     | 16.26 |                      |
| 15   | Kenta Bell             | Estados Unidos | 16.22 | x     | 15.55 | 16.22 |                      |
| 16   | Takanori Sugibayashi   | Japão          | 16.05 | x     | 16.21 | 16.21 |                      |
| —    | Mohammad Hazzory       | Síria          |       |       |       | DNS   |                      |
| —    | Ndiss Kaba Badji       | Senegal        |       |       |       | DNS   |                      |

Grupo B
| Pos. | Atleta              | Nacionalidade  | 1     | 2     | 3     | Marca | Notas |
| ---- | ------------------- | -------------- | ----- | ----- | ----- | ----- | ----- |
| 1    | Phillips Idowu      | Grã-Bretanha   | 17.07 | x     |       | 17.07 | q     |
| 2    | Aarik Wilson        | Estados Unidos | 17.06 | 16.97 |       | 17.06 | q     |
| 3    | Arnie David Giralt  | Cuba           | 17.05 | x     | x     | 17.05 | q     |
| 4    | Kim Deok-Hyeon      | Coreia do Sul  | 16.78 | x     | 16.47 | 16.78 | q     |
| 5    | Dimitrios Tsiamis   | Grécia         | 16.70 | 16.44 | 16.74 | 16.74 | q     |
| 6    | Gu Junjie           | China          | x     | 16.58 | 16.57 | 16.58 |       |
| 7    | Mykola Savolaynen   | Ucrânia        | 16.49 | 16.58 | x     | 16.58 |       |
| 8    | Lawrence Willis     | Estados Unidos | 13.01 | 16.51 | 16.55 | 16.55 |       |
| 9    | Yoandri Betanzos    | Cuba           | x     | 16.54 | 16.34 | 16.54 |       |
| 10   | Leevan Sands        | Bahamas        | 16.10 | 16.53 | x     | 16.53 |       |
| 11   | Anton Andersson     | Suécia         | x     | 16.18 | 16.48 | 16.48 |       |
| 12   | Danil Burkenya      | Rússia         | 15.95 | 16.20 | 16.47 | 16.47 |       |
| 13   | Tarik Bougtaïb      | Marrocos       | 16.45 | 15.86 | 16.10 | 16.45 |       |
| 14   | Jefferson Sabino    | Brasil         | x     | 16.34 | 14.06 | 16.34 |       |
| 15   | Hugo Mamba-Schlick  | Camarões       | x     | 16.00 | 16.24 | 16.24 |       |
| 16   | Fabrizio Donato     | Itália         | 16.20 | x     | 15.99 | 16.20 |       |
| 17   | Leonardo dos Santos | Brasil         | x     | 15.74 | x     | 15.74 |       |
| —    | Marian Oprea        | Roménia        |       |       |       | DNS   |       |

### Final
A final ocorreu dia 27 de agosto às 20:30.
| Pos.              | Atleta             | Nacionalidade  | Tentativas | Tentativas | Tentativas | Tentativas | Tentativas | Tentativas | Marca | Notas                |
| Pos.              | Atleta             | Nacionalidade  | 1          | 2          | 3          | 4          | 5          | 6          | Marca | Notas                |
| ----------------- | ------------------ | -------------- | ---------- | ---------- | ---------- | ---------- | ---------- | ---------- | ----- | -------------------- |
| Medalha de ouro   | Nelson Évora       | Portugal       | 17.41      | x          | 17.74      | -          | x          | 17.39      | 17.74 | Recorde nacional     |
| Medalha de prata  | Jadel Gregório     | Brasil         | 16.68      | 17.00      | x          | 15.09      | 17.59      | 17.28      | 17.59 |                      |
| Medalha de bronze | Walter Davis       | Estados Unidos | 17.33      | x          | x          | x          | 17.22      | x          | 17.33 | Recorde da temporada |
| 4                 | Osniel Tosca       | Cuba           | 16.71      | x          | 17.32      | x          | 17.20      | 17.27      | 17.32 |                      |
| 5                 | Aarik Wilson       | Estados Unidos | 16.89      | 17.21      | x          | 15.35      | 17.07      | 17.31      | 17.31 |                      |
| 6                 | Phillips Idowu     | Grã-Bretanha   | 16.63      | 17.07      | 16.66      | 16.88      | 16.85      | 17.09      | 17.09 |                      |
| 7                 | Arnie David Giralt | Cuba           | 16.91      | 16.49      | x          | x          | -          | x          | 16.91 |                      |
| 8                 | Alexander Martínez | Suíça          | 16.77      | 16.30      | 16.85      | 16.24      | 15.86      | 13.95      | 16.85 |                      |
|                   |                    |                |            |            |            |            |            |            |       |                      |
| 9                 | Kim Deok-Hyeon     | Coreia do Sul  | 16.01      | 16.71      | 16.71      |            |            |            | 16.71 |                      |
| 10                | Aleksandr Petrenko | Rússia         | 16.66      | x          | 16.60      |            |            |            | 16.66 |                      |
| 11                | Zhong Minwei       | China          | 16.66      | 15.87      | 16.01      |            |            |            | 16.66 |                      |
| 12                | Dimitrios Tsiamis  | Grécia         | 16.33      | 16.59      | 16.29      |            |            |            | 16.59 |                      |

Legenda
| Recorde mundial       | Recorde mundial (World record)               |                       | Recorde africano                      | Recorde africano (African) |                                           | Q | Classificado por posição (Qualified) |
| Recorde do campeonato | Recorde do campeonato (Championship record)  | Recorde da América    | Recorde da América (Americas)         | q                          | Classificado por melhor tempo (Qualified) |   |                                      |
| Melhor marca do ano   | Melhor marca do ano (World leading)          | Recorde asiático      | Recorde asiático (Asian)              | DNS                        | Não largou (Did not start)                |   |                                      |
| Recorde nacional      | Recorde nacional (National record)           | Recorde europeu       | Recorde europeu (European)            | DNF                        | Não terminou (Did not finish)             |   |                                      |
| Recorde pessoal       | Recorde pessoal do atleta (Personal best)    | Recorde da Oceania    | Recorde da Oceania (Oceania)          | DSQ / DQ                   | Desclassificado (Disqualified)            |   |                                      |
| Recorde da temporada  | Recorde da temporada do atleta (Season best) | Recorde sul-americano | Recorde sul-americano (South America) | NM                         | Sem marca (No mark)                       |   |                                      |